# Janvier 1822

## Événements
- France :
  - Benjamin Constant publie la première partie du Commentaire sur l’ouvrage de Filangieri.
  - Échec de complots charbonnerie à Toulon et Nantes[1].

- 1er janvier : arrivée de La Fayette à Belfort. Il veut se mettre à la tête d'une insurrection alsacienne. Il trouve le complot découvert[2].

- 9 janvier :
  - Brésil : jour du « fico ». Dom Pedro, fils aîné du roi Jean VI de Portugal et prince régent du Brésil, refuse de se rendre au Portugal sur la convocation des Cortes et, appuyé par la population, décide de rester à Rio de Janeiro en disant « fico », « je reste ». Cet épisode préfigure la proclamation de l'indépendance, survenue le 7 septembre de la même année[3]. Début de la guerre d'indépendance du Brésil. José Bonifácio de Andrada e Silva est nommé ministre de l’Intérieur et des Affaires étrangères.
  - France :
    - ordonnance nommant neuf préfets. Le père de Charles de Rémusat, préfet du Nord, est destitué;
    - ordonnance nommant Chateaubriand ambassadeur à Londres;
    - nomination de Hercule de Serre à l'ambassade de Naples.

- 13 janvier : l’Assemblée nationale d’Épidaure proclame l’indépendance de la Grèce[4].

- 14 janvier, France : rapport Chifflet sur la loi relative à la répression et à la poursuite des délits de presse.

- 17 janvier : Robert Peel est nommé ministre de l’intérieur au Royaume-Uni[5].

- 19 janvier, France : rapport de Martignac sur la loi relative à la police des journaux et écrits périodiques.

- 19 janvier - 6 février, France : discussion des lois de Serre sur la presse à la Chambre des députés.

- 26 janvier (14 janvier du calendrier julien) : abandon secret par Constantin, frère d’Alexandre Ier de Russie, de ses droits au trône[6].

## Naissances
- 2 janvier : Rudolf Clausius (mort en 1888), mathématicien et physicien allemand.
- 6 janvier : Heinrich Schliemann (mort en 1890), archéologue allemand.
- 12 janvier : Jean-Joseph Étienne Lenoir (mort en 1900), ingénieur français.
- 22 janvier : Bernard-Augustin de Cabannes, aristocrate et héraldiste français.
- 30 janvier :
  - Joseph Jaquet, sculpteur belge († 9 juin 1898).
  - Franz Ritter von Hauer, géologue autrichien.

## Décès
- 3 janvier : Johann Christian von Mannlich, peintre et architecte allemand (° 2 octobre 1741).
- 12 janvier : Johann Gottlob Schneider, philologue et naturaliste allemand (° 1750).